# 首爾特別市歷史

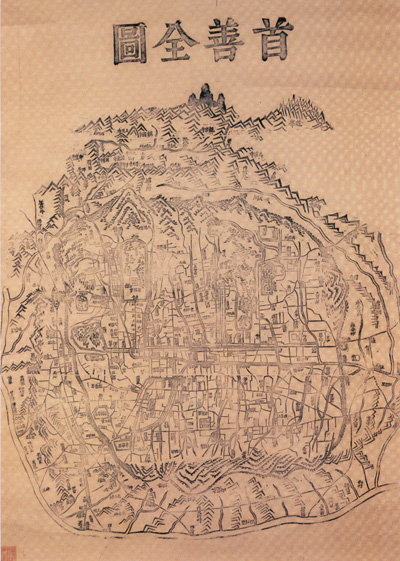
首善全图

首爾歷史超過二千年。自從公元前18年百济国都慰禮城始建，就開始了它在朝鮮半島上作為首都的地位，此後，今日的首爾一直都是高句麗、百濟和新羅三家必爭之地。

## 史前時期

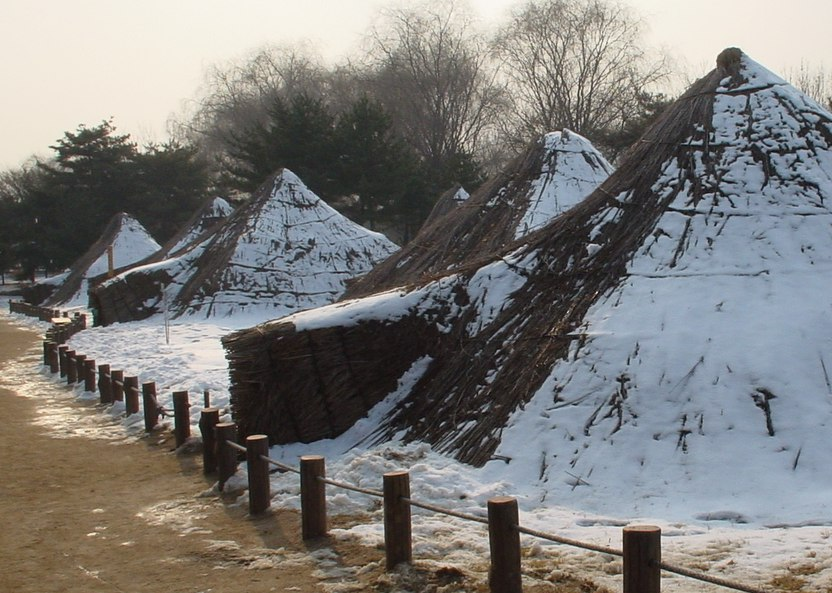
岩寺洞新石器遗址

在公元前5千年到前3千年間就已有人在今日的江東區岩寺洞定居。

## 传疑時期
首尔位于韩国西北部的汉江流域，最早为传疑时代的真番，辰國等后被统称为三韩部落的栖居地。
史記云：“真番旁辰國。”

## 汉晋時期
漢武帝灭亡卫氏朝鲜以后在元封三年（前108年）在此处设立真番郡，一些历史学家认为郡治霅縣（古音同“首爾”）在今首爾市一帶。 首尔所在的真番郡后来为魏晋时期的帶方郡。

## 百濟時期
首爾東南在古代曾經是百濟王國的都城，称慰禮城、漢山城。史书记载百濟王“烝土築城，作樓閣臺榭，無不壯麗”。百濟比流王二十四年，內臣佐平優福據城反叛，王發兵討之。當日的慰禮城遺址，就在今日松坡區的奧林匹克公園內。現時公園還遺有當年的數幅城牆，被稱為夢村土城。真平王三十年，高句麗以兵六千攻百濟，战于漢山城，新羅將軍朱珍領甲卒三千來援，大破麗兵。

## 统一新罗時期
百濟亡國之後，汉江流域被新羅佔領，称漢山州，757年设漢陽郡。新羅憲德王十七年，溟州郡王金周元子之子金憲昌謀叛欲立都於漢陽，北漢山州都督聰明擒誅之。

## 高麗時期
在高麗時期，由於漢陽位處於朝鮮半島的心臟地帶，鄰近汉江，掌握了國家的命脈，所以11世紀時漢陽被封為王京（開京）之外的“小三京”之一。高麗文宗二十三年（1068年）創新宮于南京。肅宗元年，大臣金謂磾請遷都南京。肅宗六年置南京，九年建成南京宮闕。忠烈王九年，王與公主（元世祖女）獵于南京，此後屢次巡幸。辛禑王八年（1382年）八月高麗遷都漢陽，九年二月還都開京。恭讓王二年（1390年）以裵克廉監修漢陽宮闕，七月遷都漢陽，命安宗源、尹虎留守松京。三年二月，恭讓王遷都至漢陽，后仍還都開京。

## 朝鮮時期
李成桂建立朝鮮王朝之後，覺得高麗的王京（今朝鮮開城）王氣已經十分薄弱，於是由權仲和、鄭道傳等人擇定佳地。最初选择杨广道（忠清道）公州的鸡笼山，李成桂在1393年的春天曾命令在鸡笼山之南营建新都，并亲自视察该地。他登上新都城的中心高阜，周览形势，命令权仲和呈上新都城的宗庙社稷宫殿街市之图纸，随后命金凑、朴永忠等人监督营建新都城。但是到了当年十二月，京畿道观察使河仑引用宋朝胡舜申《地理新法》中的“水破长生说”，认为公州太靠南，而且风水不好。李成桂命赵浚和权仲和带着《地理秘录撮要》去相视鸡笼山的风水。二人认为鸡笼山偏处朝鲜半岛西南一隅，道里不均，而且地势多山，不便漕运，形势狭隘，并不适于营建大型的都城。李成桂不甘心，又命风水师拿着《地理新法》，以“水破长生说”去勘察高丽历代王陵的吉凶，果然符合书中所说的凶相，于是鸡笼山新都的建设工作被下令取消。
河仑推荐另一处风水吉地——汉江北岸的母岳山（在今天首尔市西大门区延禧洞一带，现名鞍山）。1394年八月，李成桂携群臣前往母岳山，亲自察看当地风水。但是众人都发现母岳山的明堂地过于狭窄。在巡视母岳山之后，李成桂驻跸于汉阳，观察当地形胜，决定迁都于此。這裏山環水抱，北有北漢山、北嶽山，東有洛山和龍馬山，西有仁王山，南有南山和漢江以南的冠岳山，漢江自東向西環抱城南，呈龍砂水穴“山水襟帶”的上好風水格局。
朝鲜太祖三年（1394年）八月二十四日，李成桂最终选定汉阳为新都基址。九月初一日设立了“新都宫阙造成都监”，成员包括青松伯沈德符、前政堂文学李恬、中枢院学士李稷等著名儒学者，负责规划汉阳的城阙宫殿、宗庙社稷、衙署街道。当年十月开始营建宫阙、宗庙和官衙，十月二十五日宣布迁都汉阳，暂时以旧汉阳府的客舍作为离宫。1394年，李成桂將都城從開京遷移到了漢陽(Hanyang，한양)，太祖五年（1396年）六月，新都的名称改为汉城（Hanseong，한성)。汉城宫阙、宗庙的位置和名称，道路的走向，以及诸城门的名称，都是郑道传拟定的。
太祖末年，朝鲜发生第一次王子之乱，王都又移回开京。定宗在位时期，以高丽旧宫寿昌宫为正宫。太宗李芳远即位后，仍以开城为首都，称“松京”或“京城”，称汉城为“新都”或“汉京”。太宗二年七月，关于继续以开京为首都，还是迁回汉阳，亦或在西边的母岳山营建新都，展开了激烈争论。三司以旧都为可，认为新都不便。李芳远问河崙、金士衡、李茂、趙英茂等近臣：“成王在镐，宗庙在丰乎，在洛乎？”金科曰“成王居镐, 有大事则至丰, 宗庙必在丰矣”，李芳远说：“若成王居镐, 宗庙在洛邑，则今予在旧都, 而宗庙在新都亦宜。”最后用占卜方法，汉城得两吉一凶，开京和母岳山各得一吉两凶，于是决定还都汉城。
在朝鮮王朝時期，漢城又稱“都城”、“京城”、“京”。
1392年，朝鮮太祖李成桂在開京（今開城）建立朝鮮王朝，1394年遷都漢陽（한양）并改名漢城（한성）。此後，漢城一直都是朝鮮的首都。日治時代，將漢城的名字改為京城（日语、朝鮮漢字、中文均作：京城）。

### 城池

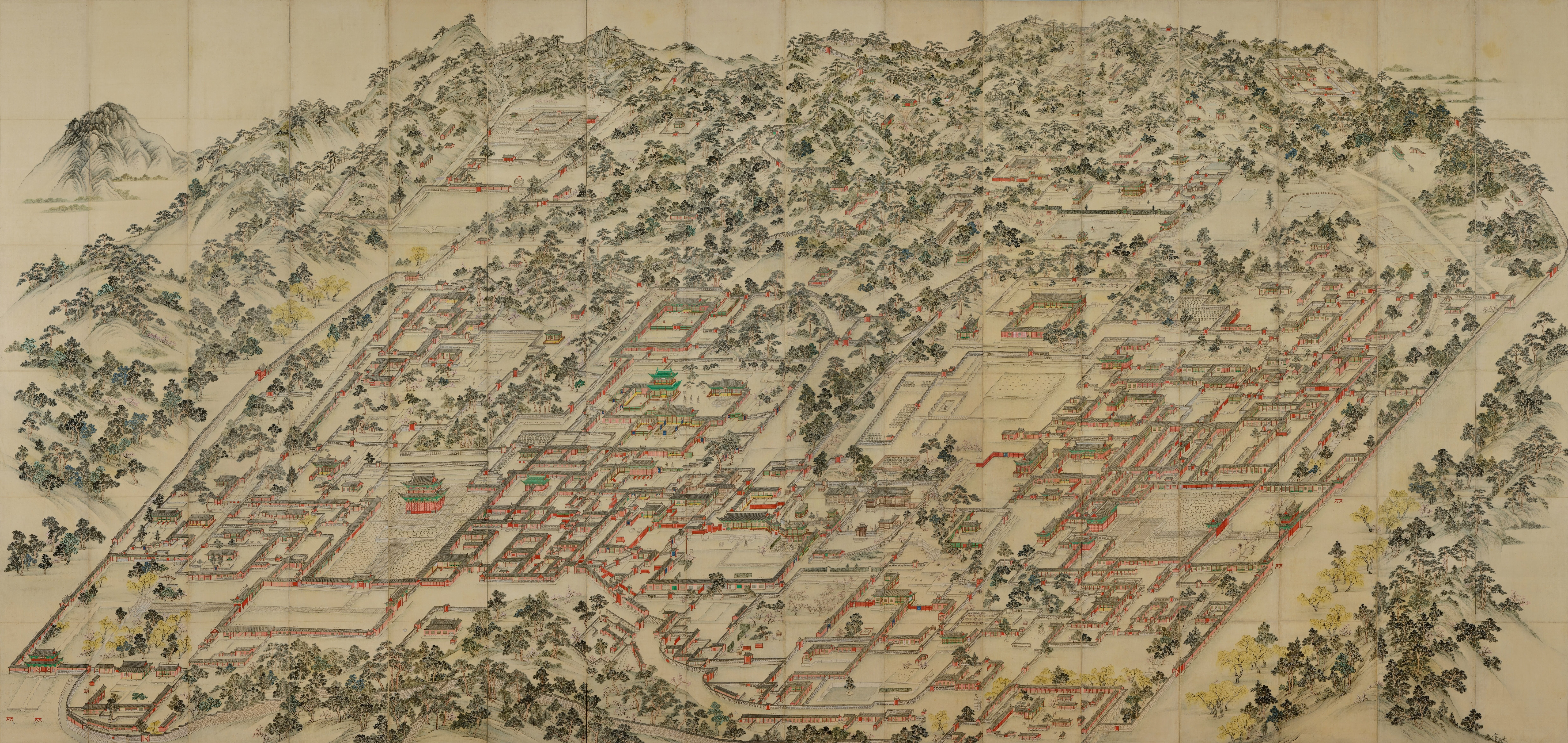
東闕圖

朝鮮太祖五年(1396年)首築漢城都城，徵安州以南民夫十一萬九千，始于正月，停于二月，至秋又徵江原、慶尚、全羅三道民夫七萬九千，始於八月，終於九月，使平壤伯趙浚等監築，建成城墙长度计九千九百七十五步，十一月移都于此。世宗三年(1421年)又改築都城，發諸道丁夫三十萬築城，乃成。
漢城城墙为石築，周圍一萬四千九百三十五步，以周尺量之，爲八萬九千六百十尺；以里作之，爲四十一里一百七十五步。高四十尺二寸，女堞四千六百六十四，雉城六處，曲城一處，城廊七十五所。
古漢城有八門，包括四大門和四小門。它們的名字分別是：崇禮門（南大門）、興仁之門（東大門）、敦義門（西大門，俗稱新門）、肅靖門（北淸門）；惠化門（東小門）(初名弘化門，中宗六年（1511年）为避昌慶宮東門弘化門之號而改为今名)、昭德門（西小門 ，避章順王后之諱,改昭義門）、光熙門（水口門）和彰義門（俗稱紫河門）。英祖十九年(1743年)，都城門無醮樓處竝令設立門樓。漢陽城外西郊曾經有迎接中國使者的“迎恩門”，大韓帝國獨立後被拆除，原址之旁新設獨立門。

### 里坊
朝鮮王朝前期的都城只包括漢江以北的部份，所以被稱為漢陽。當時漢陽的人口為11—12萬。壬辰倭亂之後，人口曾經減少到4萬以下。城外為四軍門防禦區。環繞城市的四山形成了天然的屏障。在城內北部偏西的位置，營建了李朝的正宮——景福宮。景福宮東南為宗廟，西方為社稷，這是和周禮“左祖右社”的規制相吻合的。城內中心部分，按網格狀进行區域分隔和道路劃分，但是城內大部分地區的道路都是随地势迂回曲折的，而且有很多死胡同。這是和中國的都城不同的。
漢陽城內有五部五十四坊，里坊划分如下：
- 中部八坊：澄淸、瑞麟、壽進、堅平、寬仁、慶幸、貞善、長通；
- 東部十二坊：蓮花、瑞雲、德成、崇敎、燕喜、觀德、泉達、興盛、彰善、建德、崇信、仁昌（後二坊在城外）；
- 西部十坊：仁達、積善、餘慶、養生、神化、皇華、盤松、盤石（二坊在城外）、龍山、西江；
- 南部十四坊：廣通、會賢、明禮、太平、薰陶、誠明、樂善、貞心、明哲、誠身、禮成、屯之、豆毛、漢江；
- 北部十坊：觀光、明通、廣化、陽德、嘉會、安國、俊秀、順化、義通、鎭長

以上共五十四坊。高宗時汉城户口为戶四萬五千七百零，口二十八萬三千二百零。

### 宫殿坛庙
漢城除王朝正宮景福宮之外尚有王宮多處，包括现存的昌德宮、昌慶宮、慶熙宮、德壽宮（原为月山大君私第，后改为慶運宮，後改名明禮宮、德寿宫），以及已荒废的衍禧宮（在汉城西十五里杨州，为定宗禅位后居所）、藏义洞本宫（太宗潜邸）、莲花坊新宫（太宗离宫）、泉达坊新宫（太宗离宫）、乐天亭（太宗离宫，在汉城城南汉江旁）、西离宫（太宗离宫，在汉城城西母岳山）、仁慶宮（元宗私邸，在城西仁王山下）、義宮（又称上於義宫，仁祖潜邸，在城中庆幸坊）、龍興宮（又称下於義宫，孝宗潜邸，在城东崇教坊）、彰義宮（英祖潜邸，在城北顺化坊）、寿进宮（睿宗旧邸，在城中寿进坊），龍洞宮（顺怀世子旧宫，在城西皇华坊）、梨峴宮（光海君旧邸，在城西莲华坊，后改为壮勇营卫）、云岘宫（兴宣大院君私邸）等。
漢城還有招待中國使臣的慕華館（原爲南別宮，在會賢坊，本爲公主第，仁祖朝太平館撤後以是宮爲華使留館，爲華使迎送之所）、招待日本琉球諸國使臣及諸島倭人的東平館（壬辰倭亂後廢）和招待女真之來朝者的北平館（壬辰倭亂後廢）。
漢城城東崇敎坊成均館内有文廟（現统称成均館），祭祀孔子，两庑以中國、高麗和朝鮮先賢鸿儒（如中国的程顥、程頤、朱熹，高麗的安裕、鄭夢周，朝鮮的金宏弼、趙光祖、李滉、李珥等人）配享。漢城東南興仁門外有宣祖三十五年由明朝以銀四千两詔付修建的武廟，祭祀關羽。
漢城的社稷壇在西部仁達坊，此外，在城內的小公洞還有朝鮮王室祭天的地方——圜丘壇。用於祭祀土地的方壇則在社稷壇內，這和中國的規制有些區別。祭祀明太祖、明神宗和崇祯帝神位的大报坛（皇坛）在昌德宫秘苑春塘台。祭祀神農氏和後稷氏的先農壇在東大門外的龍頭洞。祭祀風雲雷雨、山川城隍的南壇在崇禮門外。先蠶壇在惠化門外。此外还有圓壇、靈星壇、老人星壇、馬祖壇、先牧壇、馬社壇、馬步壇、愍忠壇等壇壝建筑。

### 市廛
古時漢陽的土產有林檎、柰、桃、李、芋、鯉魚、秀魚、白魚、鮎魚、鱖魚等。漢陽市廛有三大市，即鍾街、梨峴、南門。定宗元年始置市廛，壬辰倭亂後，宣祖令軍兵居京爲市業者全減市役。孝宗朝令軍兵市業之人給市牌，使應市役。英祖十七年令京兆區別廛名，嚴禁亂廛與都賈。市廛包括線廛、紙廛、布廛、床廛、米廛、銀廛、衣廛、履廛、馬廛、毛廛、鹽廛、鐙廛、猪廛、粉廛等。
經過朝鲜王朝前期100多年的精心建設，漢陽成為一座壯觀恢弘的東方王都。

## 壬辰倭乱的破坏
1592年，日本豐臣政權入侵朝鮮。壬辰衛國戰爭爆發。5月2日，留都大將金命元、副元帥申恪率兵千餘，屯濟川亭，望見日军聲勢浩大，不敢拒，悉沉軍器於江中，以匹馬走逃，諸軍皆潰。加藤清正率領日本軍隊度過漢江，攻佔漢城。日軍入城前後，漢城遭到很大的破壞。在国王出逃前夕，城中宮殿、社稷、衙署、城門以及宫内珍宝、历代典籍、文物礼器全部被朝鮮方面焚毀，而宗廟獨存。日將平秀家長盛入城后曾處其中。後長盛焚宗廟，移寓南別宮，指揮諸路之倭向北追击。1593年4月，日本軍隊撤兵南下，临行前将城中人民屠戮殆盡。是年11月宣祖國王返京時，宮闕俱燼，荊棘滿城，百官依墻壁以坐，不得不以月山大君舊第爲行宮，桂林君家爲大內，沈義謙家爲東宮，故領相沈連源家爲宗廟，以附近大小民家爲闕內各司（稱時御所）。光海君时期將宗廟和宮殿擇要修復。
壬辰倭乱之後，漢城又經歷了後金軍（1636年改稱大清）的兩次入侵，即丁卯虏亂和丙子胡亂。丙子胡亂中，仁祖以沈器遠爲留都大將，逃往南漢山城。後金兵至漢城後，驻扎于慕華館至南廟一带，后又於興仁門留屯。皇太极严令無得侵掠城中人民，但後金军队撤离时掠走了大量人口、金银、牲畜。後金將領阿敏（四大貝勒之一）羡慕朝鮮宮殿城闕壯麗，一度不願返回滿洲苦寒之地，被皇太極疑有異圖而猜忌。
隨著清朝剿滅南明勢力，日本德川幕府頒佈鎖國令，東亞的政局平定，漢陽得以回復昔日的繁榮。在英祖、正祖年間，漢城的人口已經發展到了30多萬。朝鮮正祖曾經計畫把首都遷到南方新營建的水原城，但是由於條件的限制，最終沒有實現遷都計畫。

## 大韩帝国时期
朝鮮在1896年的“甲午更張”之後，擬訂了一個皇都振興計畫。迎恩門被拆除，并在原址上仿照法国凯旋门修筑了西洋式的獨立門。在城內修築了道路、交通、照明設施和新的政府辦公機構。1882年修建了邮政总局。1899年修建了明洞聖堂。1900年，在德壽宮內修建了韓國最早的西洋式建築——石造殿。1907年拆除了漢城南部和西部的城垣。

## 日治時期

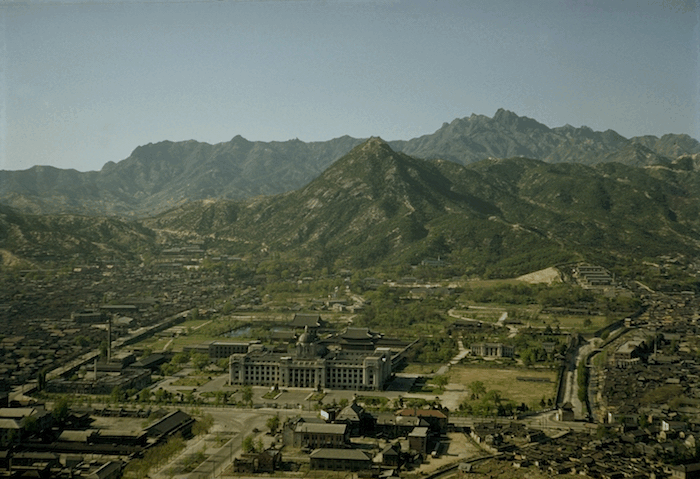
朝鲜总督府及景福宫

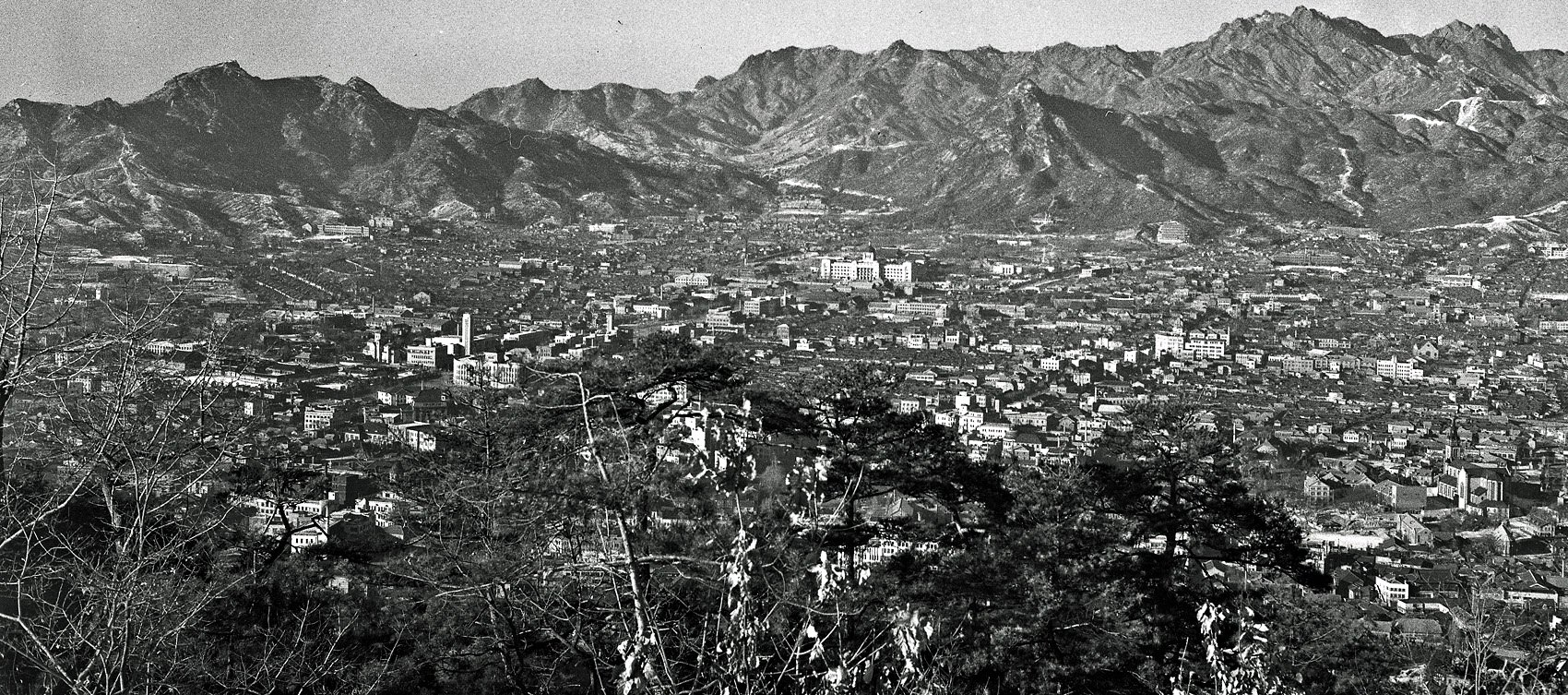
1945年汉城俯瞰

日治時期，漢城改名為京城（日语：／ Keijō；：／ Gyeongseong），其地位也由朝鮮中央直隸府改為由京畿道管轄。
1910年日本吞併朝鮮後，對京城的市政建設進行了大刀闊斧的變更。
首先，日本對李朝原有的歷史建築進行了大規模的破壞，拆除景福宮內的弘礼门和资善堂等大量古代建筑，并将景福宮正门光化门向东迁移，在其原址上興建了朝鮮總督府及其附屬建築群，同时还将庆熙宫改为学校。1911年2月，宣布由朝鮮總督府管轄举行祭天仪式的圜丘壇，随后于1913年將其拆毀，在該地建立朝鮮總督府鐵路酒店（現威斯汀朝鮮酒店）。日本在京城府內興建了一批建築，如京城府厅舍、朝鲜银行、西大門刑務所、京城帝國大學、本町商业区等。1922年，朝鮮總督府將社稷壇改為公園，1925年修建了「京城車站」（今首爾車站），在漢城南山上興建了日式神社“朝鮮神宮”。韩国一些学者认为，京城府厅舍、朝鲜总督府和朝鲜神宫的平面分别成“大”、“日”、“本”的字样，破坏了汉城的风水。

## 光复早期及朝鲜战争时期

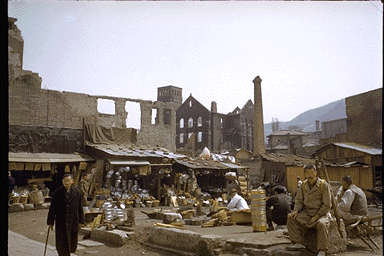
朝鲜战争中遭受破坏的漢城市明洞地区

1945年光复后，從京城改稱為韩语固有詞，因为没有對應的朝鮮漢字，中文使用者沿用了朝鲜王朝时期的汉字名称“漢城”来称呼该市。
朝鲜半岛光復後不久即实行南北分治。在1946年9月，駐韓美國軍政廳公布法令第106號，將漢城從京畿道分離，改制為特別市，1948年隨著大韓民國成立而定為首都。
需要說明的是，서울這個詞在朝鮮語中是“首都”的意思。例如高句麗的서울是平壤，新羅的서울是慶州，高麗的서울是開京（開城），朝鲜王朝的서울是漢陽。直到韓國光復之後，才將서울作為特指大韓民國首都的固定專有名詞。
韓戰爆发后，1950年6月28日，朝鲜人民军占领漢城。联合国军仁川登陆后，于9月20日至9月27日進逼漢城，于9月27日收复該市。1951年1月8日，漢城被朝鲜人民军和中国人民志愿军部队再次攻陷。3月14日，漢城再次被联合国军夺回。
漢城在朝鲜人民军、中国人民志愿军和联合国军之间四度易手，遭到交戰雙方毀滅性的摧毀，昔日繁華的市區成為一片廢墟。光化門和政府大樓（前朝鮮總督府）被完全摧毀，市政設施全部被破壞。朝鲜人民军在漢城展开肃反活动，处决了大量韩国中央及地方政府官员、军官、警察、资本家、传教士、教授、记者等“阶级敌人”。韓國军队随联合国军占领漢城之后也处决了大量共产党员和亲共分子。战前漢城原有人口180万，由于大量难民南逃，朝鲜方面在撤退时又将剩余人员带至北方，战后只剩6万左右。

## 现代的发展
隨著韓戰的結束，漢城又在廢墟中重新站立了起來，经历了1968年朝鲜武装人员偷袭青瓦台、1970年代的学生运动等事件。由于朴正熙总统和全斗焕总统任期内开始的韩国经济振兴的影响，尤其是举办了1988年漢城奧運會之後，漢城已經發展成為横跨汉江两岸、拥有多个副都心和一千多萬人口的大型世界級城市。

### 韓戰之後
韓戰後，韓國開始步進工業化，民众紛紛前往漢城求生。漢城在此時的人口開始激增，為了迎合更多人的居住需要，當時的韓國政府決定開發連接漢城及周邊地區的公路。
自1960年代開始，漢城江北的高樓大廈有如雨後春筍般矗立，改變了漢城原來的面貌。

### 漢城的擴張
1974年，漢城地鐵的通車，加強了漢城與周邊地區的連繫。同時，韓國政府亦在周邊地區大興土木建設新社區。八十年代，漢城市政府亦決定開發本來是荒涼之地的江南地區，並把一些政府機構遷移至江南辦公，江南地區在短短時間內由一塊貧瘠之地變身成漢城的新市鎮。

### 漢城奧運會
漢城在1981年獲得1988年夏季奧運會主辦權，為了準備漢城奧運，漢城市政府建設了一系列的基建，例如漢城地鐵3、4號線及88奧運快速公路，解決當時十分嚴重的塞車問題。
籌備多年的漢城奧運在1988年9月17日開幕，經過這一次奧運，韓國的國力加快提升，而漢城亦開始成為亞洲最重要的城市之一。
在奧運完結後，漢城政府仍然積極開發市內建設，擴張地鐵及公路網絡，這些建設在亞洲金融風暴期間依然沒有停止。

### 「推土機」政策
踏入2000年代，新上任的李明博市長實行他的「推土機」政策，漢城市容在他的政策下有重大的改變：原來是行車橋的清溪川被回復成原來模樣、廢棄的賽馬場被改建成首爾之森。近年首爾的大興土木吸引烏茲別克斯坦、蒙古、越南、菲律賓等地勞工前來工作。除了清溪川之外，漢城到處都可見綠化工程，例如良才市民森林、首爾林及漢江市民公園。
2002年，漢城成為其中一個有份舉辦2002年世界盃足球賽的城市，該屆世界杯的首場比賽法國對塞內加爾的賽事就在上岩洞的世界杯賽場舉行。

### “漢城”改名“首爾”
2005年1月19日，李明博市長決定把Seoul的中文譯名「漢城」改為「首爾」，意為「首善之都」。今日的首爾是一個擁有1030萬人的國際大城市，2010年首爾成為當年的「世界設計之都」。
2005年1月19日，時任市長的李明博正式宣布的中文譯名改為首爾，汉城从此在中文圈改稱首尔。
首尔改名主要有三大理由：第一，“汉城”一名自1910年起已停止使用，1945年朝鲜半岛戰後，已更名为韩语固有词“首尔”，只有中文圈继续使用原漢字名“汉城”，这与其现在的实名不符。第二，当今的时代是按国际标准化的时代，首尔的名称也应按国际标准更改。第三，随着韩中两国交流的日益频繁，汉城的原名称在使用中引起了“很大混乱”，举例说，韩国有两所大学，一所叫首尔国立大学，另一所叫汉城大学，过去这两所大学的中文译名经常混淆。首尔国立大学建校于1946年，为国立院校，坐落于首尔市冠岳区；汉城大学建校于1972年，为私立院校，坐落于首尔市城北区。由于首尔的中文旧称为汉城，所以常把首尔国立大学与汉城大学混为一谈，认为汉城大学是首尔国立大学的前身，这是完全错误的，首尔国立大学与汉城大学没有任何关系。2005年1月19日起用首爾为中文译名后，首尔不再是朝鲜半岛唯一没有汉字名的城市。其後在香港樂壇亦有以「漢城」改稱「首尔」為題的歌曲，如李克勤的《情非首爾》及周國賢的《漢城沉沒了》等。

### 放弃迁都
2010年，韩国政府放弃了從2003年以來迁都世宗市的計畫，首尔仍继续担任韩国首都。2011年，朴元淳接替吳世勳，成為首爾市長後，積極推動城市行政及社會創新，更為台灣、香港社會人士參考。